# فرتنقول
قرية سودانية تقع في ولاية شمال كردفان تعبد 36 كلم جنوب مدينة الأبيض علي الخط  الرابط بين شمال وجنوب كردفان تتمتع بالخضرة الطبيعية والاراضي الخصبة يعتمد سكانها في غذائهم وحياتهم اليومية على الزراعة والرعي ومناخها السافانا الفقيرة وسكانها البجا المهاجرون من شرق السودان في عهد المهدي الحاكم الاسبق للسودان.